# دوغلاس كينسلا
دوغلاس كينسلا هو عالم مناعة كندي، ولد في 15 فبراير 1932 في مونتريال في كندا، وتوفي في 15 يونيو 2004 في كينغستون في كندا.